# Plutonit

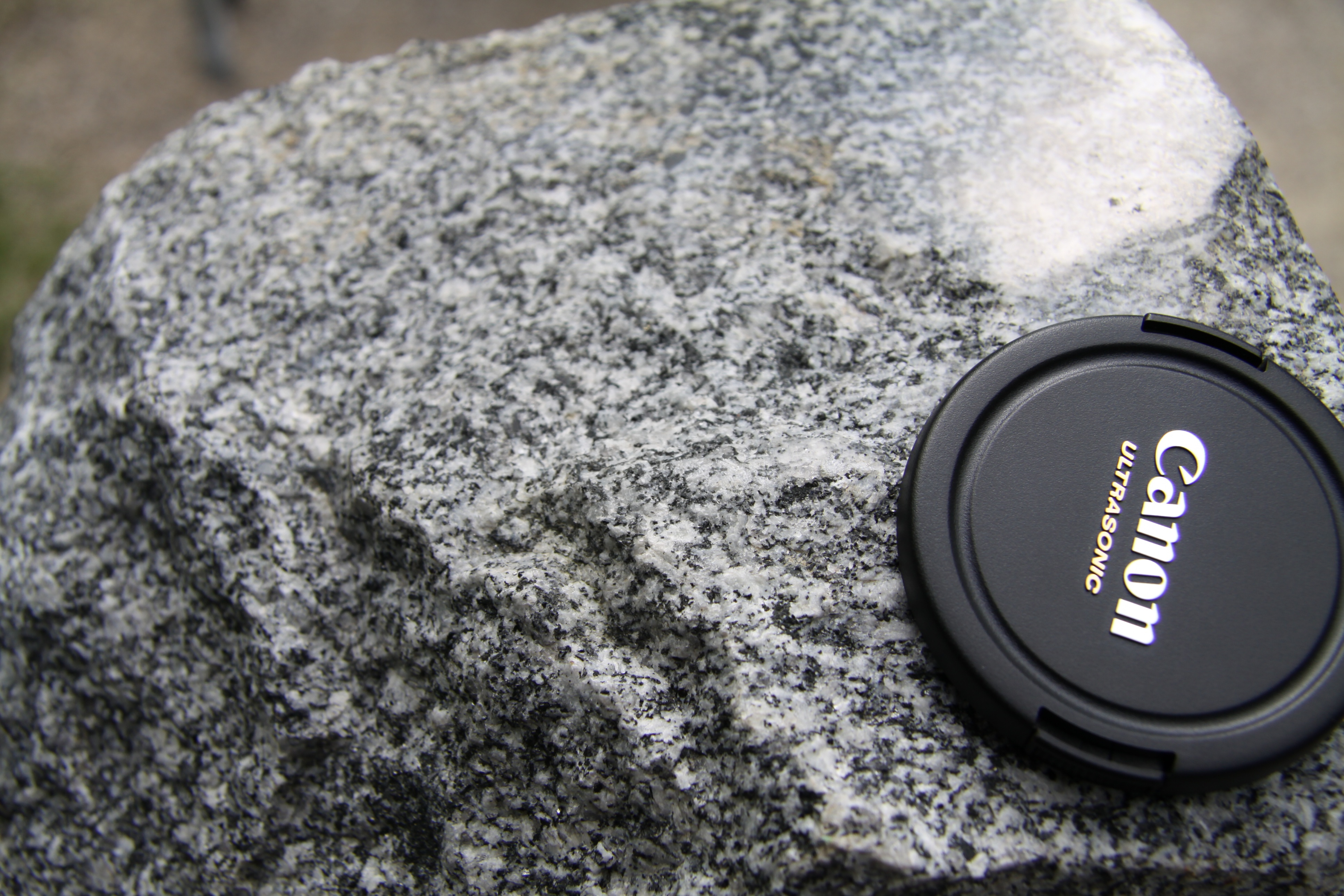
Typisches Erscheinungsbild eines plutonischen Gesteins (hier ein Granodiorit)

Plutonite, plutonische Gesteine oder Tiefengesteine sind magmatische Gesteine, die in großer Tiefe durch extrem langsame Abkühlung von Magmen entstehen. Die resultierenden Gesteinskörper, die durch Hebungsprozesse und Erosion an die Erdoberfläche gelangen können, werden Plutone oder, wenn sie sehr große Abmessungen erreichen, Batholithe genannt. Da in den für Plutonite typischen Bildungstiefen von mehreren Kilometern relativ hohe Temperaturen herrschen, läuft die Kristallisation langsamer ab als bei Magma, das bis an die Erdoberfläche aufgedrungen ist (Lava), und aus dem die Vulkanite hervorgehen. Deshalb weisen Plutonite eine typisch großkörnige Textur auf.
Zusammen mit den Subvulkaniten zählen die Plutonite zu den Intrusivgesteinen.

## Zusammensetzung
Durch partielle Gesteinsschmelze und magmatische Differentiation – infolge von Prozessen wie etwa der fraktionierten Kristallisation – entstehen unterschiedliche Arten von Plutoniten aus einem zunächst einheitlich zusammengesetzten Magma. Infolge der schrittweise auskristallisierenden Minerale verändert sich die Zusammensetzung des noch nicht kristallisierten Restmagmas in Richtung eines höheren Silikatgehalts, was seinerseits auch die Zusammensetzung der noch aus dieser Restschmelze entstehenden Plutonite kontinuierlich zu höheren Silikatgehalten verschiebt und die folgende, recht grobe, Kristallisationreihenfolge ergibt:
Peridotit → Gabbro → Diorit → Syenit → Granodiorit → Granit → Alkalifeldspatgranit

Beispiel für die Klassifikation mafischer Plutonite

Durch Abnahme dunkler Gemengeteile werden die Plutonite dabei in obiger Reihenfolge immer heller. So steht etwa dem dunklen, schwarzgrünen Peridotit am anderen Ende der Reihe der wesentlich hellere, wenn auch verschieden gefärbte Granit gegenüber, und diese zunehmende Helligkeit ist eines der wichtigsten ersten Unterscheidungsmerkmale der Plutonite. Hinzu kommt, dass ihr spezifisches Gewicht in der genannten Reihenfolge abnimmt, während der Kieselsäuregehalt zunimmt. Granit und Diorit gelten wegen ihres hohen Kieselsäuregehalts als „saure“ Gesteine, Gabbros und Peridotite dagegen mit ihrem geringeren Kieselsäuregehalt als „basisch“. Die Bezeichnungen „sauer“ und „basisch“ sind dabei allerdings altem Bergmannsbrauch entlehnt, haben also nicht direkt etwas mit dem pH-Wert zu tun.
Felsische Plutonite werden nach ihrer anteiligen Zusammensetzung aus Quarz, Alkalifeldspat, Plagioklas und Foiden in einem Streckeisendiagramm dargestellt, mafische dagegen in anderen Diagrammen, die etwa den Gehalt von Olivin, Pyroxen und Hornblende zur Klassifizierung verwenden.

## Gefüge
Das Gefüge von Plutoniten ist charakteristisch. Sie bestehen fast ausschließlich aus auskristallisierten Mineralen, besitzen also eine vollkristalline Struktur, und die meisten dieser Kristalle sind mit bloßem Auge zu erkennen. Plutonitische Kristalle haben aufgrund der langsamen Abkühlung meist viel Zeit, sich auszubilden und sind daher schon meist mit freiem Auge sichtbar. Die Gesteinsmatrix zeigt folglich ein mittel- bis grobkörniges, maximal teilweise porphyrisches Gefüge, wobei sich früh auskristallisierende Minerale nahezu idiomorph entwickeln können.
Oft existiert keine gerichtete Textur, in manchen Fällen entstehen durch Fließvorgänge jedoch Fließtexturen, in denen Kristalle eingeregelt sind und die letzten Bewegungen des Magmas nachzeichnen. Durch Kristallisationsvorgänge und das Absinken von Kristallen entsteht in manchen Plutoniten eine mehr oder minder deutliche Bänderung. Zwischen den Kristallen gibt es keine Hohlräume, sie sind also blasenfrei.

## Bedeutung
Plutonite sind vielfach für die Entstehung von Mineral- und Erzlagerstätten verantwortlich, die jedoch auch durch andere Vorgänge gebildet werden können. Oberflächenaufschlüsse von Plutoniten zeigen sich erst nach einer Abtragung der Deckschicht, meist verbunden mit Hebungen und Faltungen der Gesteinsschichten. Die Verwitterungsformen von Plutoniten sind überwiegend gerundet und weich. Plutonite, insbesondere der Granit, werden für Schotter und Pflastersteine verwendet, in denen die einzelnen Kristalle gut zu sehen sind.

## Weitere Beispiele für Plutonite
- Tonalit
- Trondhjemit
- Monzonit
- Anorthosit
- Dunit